# ドラグティン・シュルベク
ドラグティン・シュルベク (Dragutin Šurbek、1946年8月8日 – 2018年7月15日) は、クロアチア、およびユーゴスラビアの卓球選手、および卓球指導者。

## 経歴
シュルベクは世界世界選手権男子ダブルスにおいて、2度の優勝を果たしている。1979年平壌大会ではアントゥン・ステパンチッチと、1983年東京大会ではゾラン・カリニッチとペアを組んで、金メダルを獲得した。男子シングルスでは1971年、1973年、1981年の3度にわたって銅メダルを獲得した。 